# Babacar Sar
Babacar Sar (arab. ‏بابكر سار‎; ur. 15 listopada 1962) – mauretański zapaśnik walczący w stylu wolnym. Olimpijczyk z Seulu 1988, gdzie zajął jedenaste miejsce, w kategorii do 100 kg.

## Letnie Igrzyska Olimpijskie 1988
| Konkurencja       | Rundy eliminacyjne    | Rundy eliminacyjne     | Rundy eliminacyjne     | Rundy eliminacyjne        | Klas. końcowa |
| Konkurencja       | Przeciwnik I          | Przeciwnik II          | Przeciwnik III         | Przeciwnik IV             | Miejsce       |
| ----------------- | --------------------- | ---------------------- | ---------------------- | ------------------------- | ------------- |
| 100 kg styl wolny | Alesana Sione (ASA) Z | Maisiba Obwoge (KEN) Z | István Robotka (HUN) P | Georgi Karaduszew (BGR) P | 11.           |